# Asparagus acocksii
Asparagus acocksii är en sparrisväxtart som beskrevs av John Peter Jessop. Asparagus acocksii ingår i släktet sparrisar, och familjen sparrisväxter. Inga underarter finns listade i Catalogue of Life.